# Зірка (Кропивницький)
«Зі́рка» — український футбольний клуб з Кропивницького. Заснований 1911 року. Перший офіційно задокументований матч футбольного гуртка «Ельворті» відбувся 16 (29) жовтня 1911 року

## Колишні назви
- команда футбольного гуртка «Ельворті» (1911—1922)
- «Червона зірка» (1922—1927)
- «Металіст» (1928—1935)
- «Сільмаш» (1935—1945)
- «Трактор» (1946—1953)
- «Торпедо» (1953—1957)
- «Зірка» (1958—1961)
- «Динамо» (1962)
- «Зірка» (1963—1993)
- «Зірка НІБАС» (1994—1997)
- «Зірка» (1998—).

## Історія

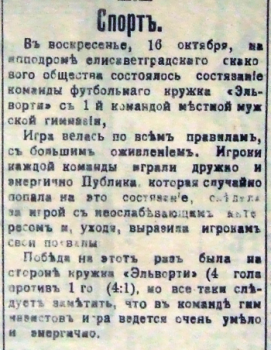
Газетна стаття про перший матч команди футбольного гуртка «Ельворті».

За дослідженнями місцевих істориків і краєзнавців, футбол потрапив до Єлисаветграда наприкінці XIX століття завдяки англійцям, працівникам заводу «Ельворті Роберт і Томас» (сучасне ПАТ «Ельворті»). Футбольну форму і м'ячі возили англійські фабриканти брати Ельворті. Усі міські і цехові матчі в ролі рефері обслуговував керівник заводу Альфред-Джеймс Юнгман.
Футбол починає постійно і міцно входити в життя єлисаветградської молоді. Із 1909 року відбувалися регулярні матчі команд заводу «Ельворті Роберт і Томас» та першої чоловічої гімназії. В основному перемагали робітники заводу.
У неділю, 16 (29) жовтня 1911 року, на єлисаветградському іподромі відбувся матч між командою футбольного гуртка «Ельворті» і першою командою чоловічої гімназії. Ельвортівці перемогли 4:1. Цю дату вважають датою заснування футбольного клубу «Зірка». А 31 березня (13 квітня) 1913 року був затверджений статут Єлисаветградського футбольного гуртка.
Стрімкого розвитку дореволюційний футбол набув у 1913–1914 роках, ним захоплювалися прості мешканці міста. На початку Першої світової війни футбольне життя в місті на деякий час затихло. У 1915–1917 роках проходили зустрічі місцевого значення, провідними командами були «Сфінкс», «Блискавка», «Діагор». У громадянську війну колишні гравці воювали в різних арміях. Лише 1921 року почали відновлюватися футбольні зустрічі, в яких брали участь робітники місцевих заводів та фабрик. Складена на їх основі збірна міста 24 липня 1921 року програла не досить сильній збірній Москви — 1:4.

До 2012 року датою заснування «Зірки» вважався 1922 рік

1922 року при центральному робітничому клубі організувалися дві команди, до яких увійшли робітники заводів «Червона зірка» та «Червоний профінтерн». Вони грали з командами залізничників («Урал») і кавалерійської школи. А у 1925 році робітники «Червоної зірки» збудували собі футбольний майданчик на Новомиколаївці (один із районів Кропивницького), де мешкала більшість робітничої молоді. Це стало поштовхом для розвитку футболу в місті. Із 1927 року почали проводитися першості Зінов'євська, де найчастіше переможцями були «Металіст», який захищав честь заводу «Червона зірка», та команда авіабригади.
Із 1922 року команда заводу «Червона зірка» неодноразово виступала у чемпіонатах і кубках УРСР серед команд колективів фізкультури. Назва команди змінювалась: «Червона зірка», «Металіст», «Сільмаш», «Трактор», «Торпедо». Під назвою «Торпедо» кіровоградці досягли найвидатніших успіхів, завоювавши бронзові медалі чемпіонату УРСР (1955), Кубок центральної ради спортивного товариства «Торпедо» (1953), Кубок Республіканської ради профспілок (1954), а в 1953 році і Кубок УРСР.

Кіровоградська команда регулярно брала участь у чемпіонаті УРСР з футболу.
6 травня 1938 року команда зіграла свій перший матч у Кубку СРСР. У першому колі зональних змагань (16-а зона) «Сільмаш» приймав херсонське «Знання». Господарі перемогли 2:1. У другому колі 12 травня кіровці поступилися кременчуцькому «Дзержинцю» 0:2. Наступного разу в Кубку команда взяла участь через 15 років.
30 серпня 1953 року кіровоградське «Торпедо» вдома поступилося свердловському «Авангарду» 1:2, припинивши виступи в Кубку СРСР вже на першому етапі.

### Чемпіонат СРСР

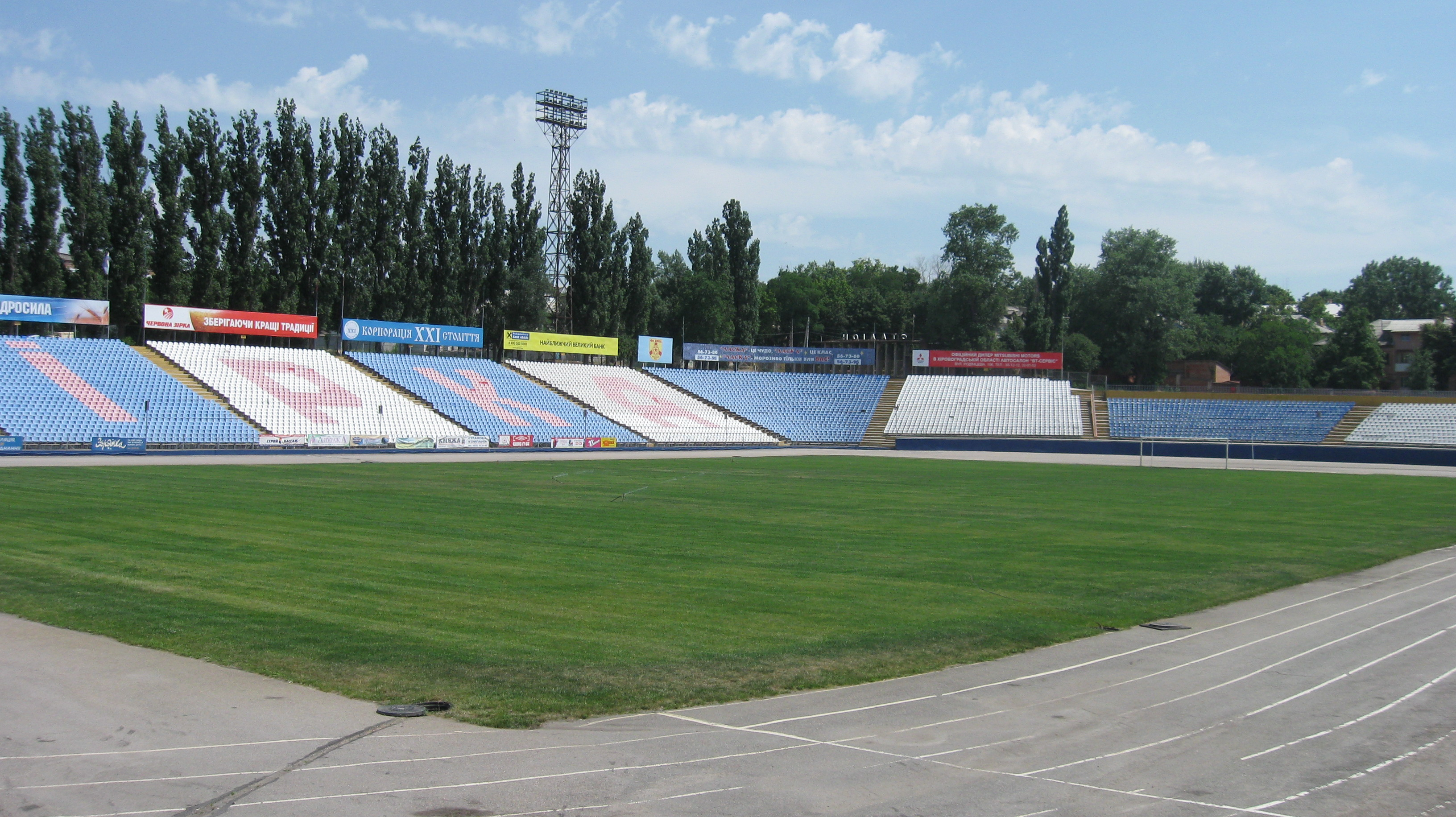
Стадіон «Зірка»

1958 року команда під назвою «Зірка» дебютувала серед команд майстрів у класі «Б». Перший матч у чемпіонаті команда зіграла в Кіровограді 20 квітня 1958 року проти команди міста Воронежа, «Зірка» програла 0:1. 8 сезонів команда виступала в цих змаганнях і 4 рази входила до трійки провідних команд зони. Після цього п'ять сезонів команда провела серед команд майстрів другої групи класу «А», де теж постійно була серед основних претендентів на високі місця, а з 1971 року «Зірка» постійний учасник чемпіонату СРСР серед команд другої ліги української зони.
1961 року «Зірка» виграла «Рубіновий Кубок» за найбільшу кількість забитих м'ячів (73). Цей приз вручався газетою «Молодь України» найрезультативнішій серед українських команд. Лідером тієї команди був форвард Борис Петров, який забив 17 м'ячів у тому сезоні. Однак його випередив інший нападник Станіслав Катков, який забив 18 м'ячів. Проте Петров став першим гравцем «Зірки», який забив за команду 50 м'ячів.
1962 року команда виступала під назвою «Динамо». У цей час за дорослу команду розпочав виступи 18-річний Валерій Поркуян, який пізніше став триразовим чемпіоном СРСР у складі київського «Динамо», грав за збірну СРСР.
1963 року команда повернула назву «Зірка».
У 1966–1970 роках «Зірка» грала у другій групі класу А. Найвище досягнення команди — 4-е місце в підгрупі у 1968 році.
5 квітня 1970 року «Зірка» провела останній матч у кубку СРСР, вдома поступившись «Кривбасу» 0:1.
Після реорганізації чемпіонату СРСР команда потрапила до другої ліги, де виступала до 1991 року. За двадцять один рік виступів команда неодноразово потрапляла до першої п'ятірки провідних команд, але, в основному, знаходилась у середині турнірної таблиці.
У 1972—1976 роках паралельно проводилися два кубки України — для колективів фізкультури і для команд майстрів першої та другої ліг. Професіонали виборювали приз, заснований редакцією газети «Радянська Україна». «Зірка» брала участь у кубку серед команд майстрів і в 1973 та 1975 роках здобула цей трофей.
На початку 80-их років XX століття у кіровоградському футболі почався спад, і команда поступово перейшла до розряду безнадійних аутсайдерів. У 1990 і 1991 роках команда займала місця, які позбавляли її статусу команди майстрів, але обидва рази її залишали серед учасників чемпіонату.
Загалом в усіх лігах чемпіонатів Радянського Союзу команда провела 1400 ігор. Останній матч у чемпіонатах СРСР «Зірка» зіграла в Кіровограді 9 листопада 1991 року проти черкаського «Дніпра». Черкаська команда виграла з рахунком 3:2.

### Чемпіонат України

Емблема «Зірки НІБАС» (1993—1997).

Національні чемпіонати України «Зірка» почала з перехідної ліги. Але саме з 1992 року почався підйом команди.
Перший матч у чемпіонатах України команда провела 11 квітня 1992 року в Харкові, на стадіоні «Серп і молот» проти місцевого «Олімпіка». Кіровоградська команда програла 1:3. На 74-ій хвилині того матчу Олексій Варнавський забив перший гол команди в чемпіонатах України. Посівши в підсумку 56-е місце серед команд України в першому національному чемпіонаті, колектив вийшов до другої ліги, де теж вів боротьбу за призові місця.
29 грудня 1993 року в Кіровограді був створений футбольний клуб «Зірка НІБАС», який поставив за мету за два роки вийти до вищої ліги. Співзасновником стали науково-виробниче об'єднання "НІБАС" (Надійність і Безпека Агроавіаційних Систем) і міськвиконком Кіровограда. Договір було укладено 22 грудня 1993 року, а презентація клубу відбулася 26 січня 1994 року. Хоча після першого кола сезону 1993/1994 років «Зірка» знаходилась на восьмому місці в другій лізі, чемпіонат вона закінчила третьою. А в наступному сезоні у першій лізі «Зірка НІБАС» установила рекорд, який у подальшій історії українського футболу можна лише повторити — команда-дебютант посіла перше місце і отримала путівку до вищої ліги, причому турнірну таблицю клуб очолював із четвертого туру і до кінця змагань.

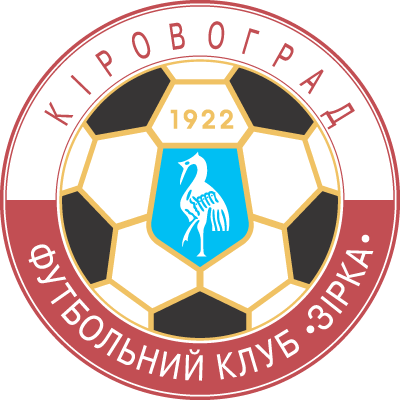
Емблема «Зірки» у 1997—2006 роках.

У дебютному для себе чемпіонаті України серед команд вищої ліги кіровоградці посіли шосте місце серед найсильніших команд країни. А в наступному сезоні «Зірка НІБАС» замкнула чільну десятку команд вищої ліги. У грудні 1997 року клубу повернуто назву «Зірка». Два наступні сезони кіровоградці знову закінчили в середині турнірної таблиці, періодично псуючи нерви лідерам чемпіонату. Так «Зірка» має у своєму активі перемоги над київським «Динамо» (5.06.1996 року в Кіровограді, 2:1), донецьким «Шахтарем» (17.04.1999 року в Донецьку, 2:1), дніпропетровським «Дніпром» (10.04.1999 року в Кіровограді, 2:0)
Сезон 1999/2000 років був одним із найбільш невдалих за всю історію кіровоградського футболу. «Зірка» по закінченню сезону вибула з вищої ліги і наступні три роки виступала в першій лізі. У тому ж сезоні команду очолив Юрій Коваль. Під його керівництвом уже в сезоні 2002/2003 років «Зірка» стала чемпіоном України серед команд першої ліги, тим самим завоювавши путівку до вищої ліги.
У чемпіонаті 2003/2004 років команда посіла останнє місце у вищій лізі. Наступного року вона мала грати в першій лізі, але через недостатнє фінансування 13 липня 2004 року знялася зі змагань, однак 21 липня команда була включена до складу другої ліги.
Постановою Бюро ПФЛ від 11 липня 2006 року футбольний клуб «Зірка» був виключений зі складу ПФЛ і знятий з чемпіонату. Останній матч на професіональному рівні команда зіграла 24 червня 2006 року в Мелітополі проти місцевого «Олкому»; «Зірка» програла 0:2.

### Відродження команди

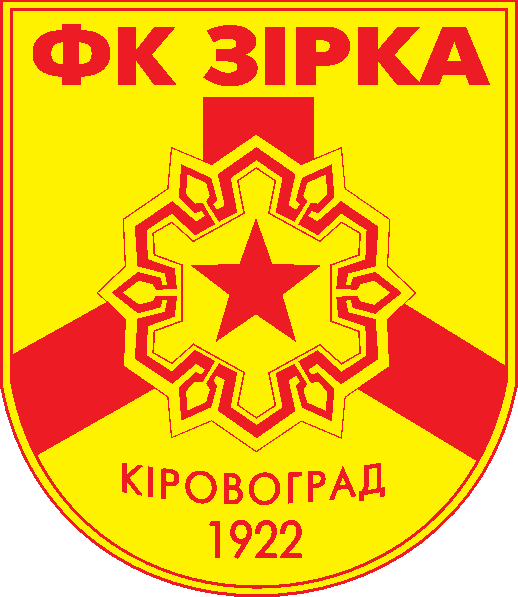
Емблема «Зірки» у 2008—2011 роках.

Емблема «Зірки» у 2011—2012 роках.

Емблема «Зірки» у 2012—2016 роках.

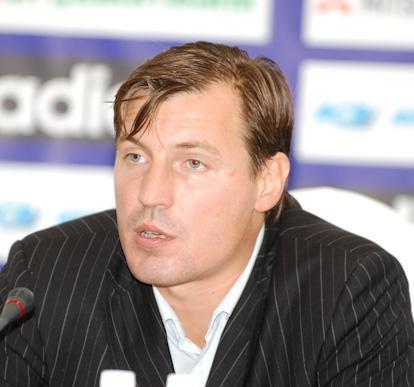
Ілля Близнюк

У липні 2008 року команда «Олімпік» була перейменована на «Зірку». Таким чином була відроджена одна з найстаріших команд України.
У першому своєму сезоні після відродження «Зірка» набрала 72 очки, поділивши перше місце з «Полтавою», в якої теж було 72 очки. Полтавська команда мала кращу різницю м'ячів (+29 проти +26 у «Зірки»), однак у тому чемпіонаті при рівності очок спочатку рахувалася кількість перемог, а потім уже різниця м'ячів, а в «Зірки» було на 2 перемоги більше. Тож кіровоградська команда опинилися на першому місці і вийшла до першої ліги, а полтавська команда, змушена була виборювати це право у стиковому матчі, де програла «Арсеналу» з Білої Церкви.
Осінню частину чемпіонату 2009/10 років у першій лізі команда під керівництвом Ігоря Жабченка завершила на 11-му місці. Під час зимової перерви команду спіткали фінансові негаразди, однак команда змогла дограти до кінця першості, посівши 12-е місце, хоча з неї зняли три очки за несвоєчасну сплату обов'язкових внесків.
Улітку 2010 року Ігор Жабченко пішов з команди, очоливши ПФК «Суми», а «Зірку» очолив Олександр Деріберін. Під його керівництвом у команду прийшов граючий тренер Сергій Федоров (який, втім, жодного матчу за команду так і не зіграв) і Сергій Шматоваленко-молодший. Після 12-го туру команда посідала останнє місце в турнірній таблиці, тому Деріберін подав у відставку. Його змінив Анатолій Бузник, а його помічником став Віктор Догадайло. Бузнику вдалося вивести команду з зони вильоту і таким чином зберегти місце в першій лізі.
Улітку 2011 року після кількох невдалих ігор Бузник і Догадайло подали у відставку. Новим головним тренером став Ігор Жабченко. Восени Жабченка звільнили, виконувачем обов'язків тренера призначили Андрія Антонова.
На початку грудня новим головним тренером команди призначили Вадима Євтушенка, який у 1970-х грав за «Зірку».
6 червня 2012 року Вадим Євтушенко залишив тренерський штаб «Зірки», перейшовши до полтавської «Ворскли». 7 червня команду очолив Ілля Близнюк, який також у минулому грав за «Зірку».
У вересні 2012 року була встановлена нова дата заснування команди — жовтень 1911 року (до цього датою заснування вважався 1922 рік).
4 червня 2013 року Ілля Близнюк звільнений з посади головного тренера. Виконувачем обов'язків головного тренера призначений Самір Гасанов. У червні новим головним тренером став ще один колишній гравець «Зірки» Микола Федоренко.
7 квітня 2014 року Микола Федоренко подав у відставку, 9 квітня головним тренером став Анатолій Бузник.
У сезоні 2015/2016 років команда стала чемпіоном першої ліги і вийшла до Прем'єр-ліги.
Провівши два сезони у Прем'єр-лізі, за результатами сезону 2017/2018 років команда опустилася до першої ліги, поступившись у стикових матчах чернігівській «Десні».
16 лютого 2019 року на офіційному сайті команди з'явилось повідомлення, що команда знімається зі змагань першої ліги.
У тому ж році команда взяла участь в чемпіонаті Кіровоградської області, і з сезону 2019/20 бере участь у чемпіонаті України серед аматорських команд.

## Досягнення
Чемпіонат УРСР
- Бронзовий призер – 1955.

Кубок УРСР
- Володар – 1953, 1973, 1975.

Чемпіонат України
- Чемпіон України (1 ліга) – 1994/95, 2002/03, 2015/16.

Кубок України
- Півфіналіст – 1998/99, 1999/00.

## Відомі гравці і тренери

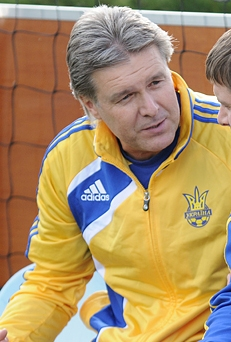
Михайло Михайлов

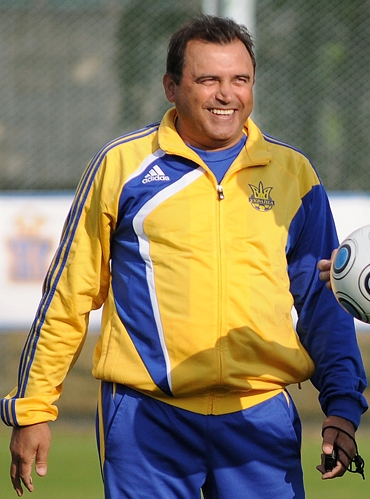
Вадим Євтушенко

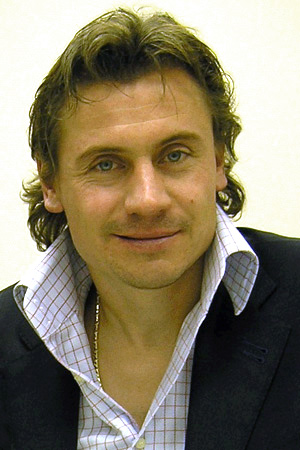
Андрій Канчельскіс

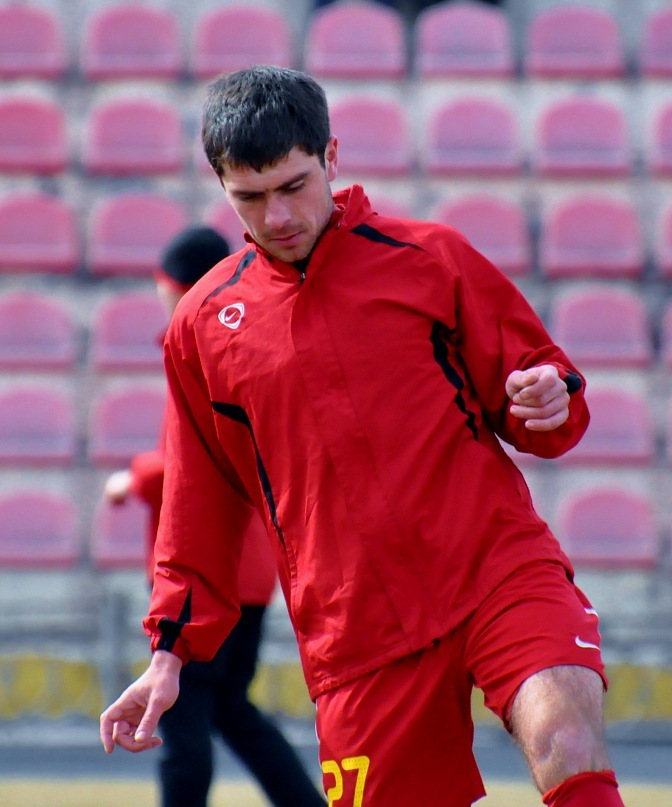
Олександр Кочура, найкращий бомбардир команди в чемпіонатах України

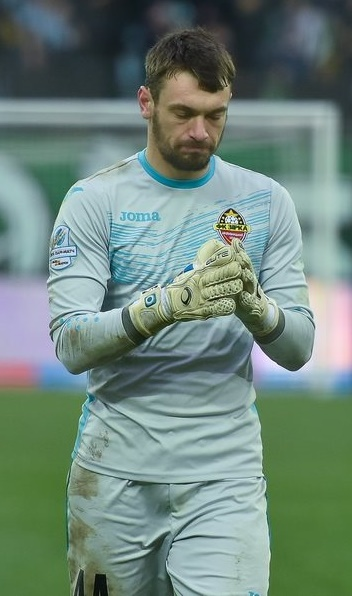
Євген Паст

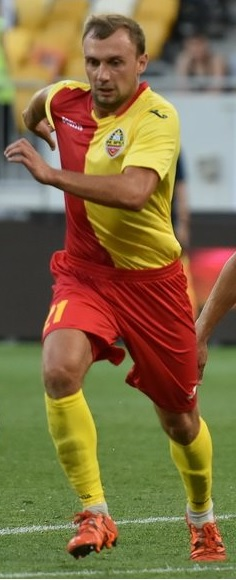
Ігор Загальський

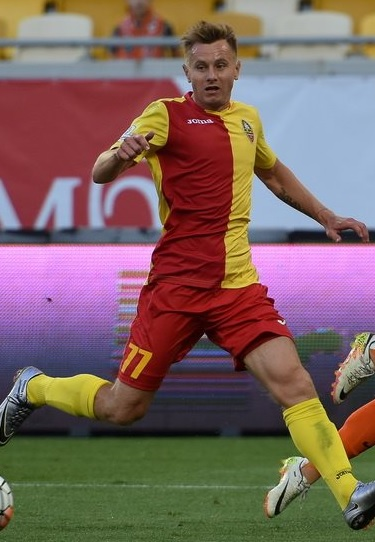
Олексій Чичиков

Історія кіровоградського футболу налічує чимало видатних імен, які приносили славу всьому українському футболу: Михайло Михайлов, Вадим Євтушенко, Андрій Канчельскіс, Валерій Поркуян, Володимир Веремєєв — найвидатніші представники школи кіровоградського футболу.
За кіровоградську «Зірку» в різний час виступали відомі майстри Борис Белошапка, Олексій Варнавський, Сергій Гусєв, Андрій Ділай, Станіслав Євсеєнко, Леонід Колтун, Микола Латиш, Юрій Мартинов, Сергій Ралюченко, Юрій Сивуха, Хуан Усаторре, Микола Федоренко, Віктор Фомін, Олександр Хапсаліс.
Найбільше ігор у складі «Зірки» провели Валерій Самофалов (550), Олександр Смиченко, Юрій Касьонкін, Олександр Алексєєв, Володимир Хропов, Едуард Денисенко, Михайло Порошин, Анатолій Кравченко, Юрій Калашніков, Станіслав Козаков, Ігор Макогон, Юрій Горожанкін.
За «Зірку» також грали: Ілля Близнюк, Ярослав Бобиляк, Андрій Глущенко, Володимир Димов, Богдан Єсип, Михайло Калита, Станіслав Катков, Олексій Кацман, Віктор Квасов, Олександр Мизенко, Валерій Музичук, Михайло Паламарчук, Віктор Ступак, Дмитро Топчієв, Віктор Філін.
| Футболіст              | ЧРС | КРС | ПІ | ЧУ | КУ | Разом |
| ---------------------- | --- | --- | -- | -- | -- | ----- |
| Валерій Самофалов      | 72  |     |    |    |    | 72    |
| Віктор Квасов          | 71  |     |    |    |    | 71    |
| Борис Петров           | 66  | 5   |    |    |    | 71    |
| Олександр Алексєєв     | 65  |     |    |    |    | 65    |
| Михайло Калита         | 64  |     |    |    |    | 64    |
| Едуард Денисенко       | 59  |     |    | 5  |    | 64    |
| Віктор Ступак          | 61  |     |    |    |    | 61    |
| Олексій Кацман         | 52  |     |    |    |    | 52    |
| Віктор Філін           | 48  | 2   | 1  |    |    | 51    |
| Андрій Карпюк          | 46  |     |    |    |    | 46    |
| Анатолій Кравченко     | 44  | 1   |    |    |    | 45    |
| Станіслав Катков       | 44  |     |    |    |    | 44    |
| Олександр Мизенко      | 6   |     |    | 33 | 2  | 41    |
| Олександр Кочура       |     |     |    | 39 | 2  | 41    |
| Сергій Ралюченко       | 36  |     |    |    | 1  | 37    |
| Юхим Сприкут           | 33  | 2   |    |    |    | 35    |
| Юрій Мартинов          |     |     |    | 32 | 3  | 35    |
| Анатолій Тагідін       | 29  | 2   |    |    |    | 31    |
| Олександр Лісковець    | 3   |     |    | 25 | 3  | 31    |
| Микола Корольов        | 27  |     |    |    |    | 27    |
| Андрій Й. Товт         | 25  | 1   |    |    |    | 26    |
| Самір Гасанов          | 1   |     |    | 24 | 1  | 26    |
| Юрій Касьонкін         | 25  |     |    |    |    | 25    |
| Сергій Борисенко       |     |     |    | 22 | 2  | 24    |
| Володимир Новаковський | 23  |     |    |    |    | 23    |
| Валерій Поркуян        | 21  |     |    |    |    | 21    |
| Вадим Третьяков        | 21  |     |    |    |    | 21    |
| Юрій Горожанкін        | 19  | 2   |    |    |    | 21    |
| Леонід Федоров         | 16  |     |    | 3  | 1  | 20    |

У таблиці наведені найкращі бомбардири за історію виступів команди на професіональному рівні, які забили 20 і більше м'ячів в усіх лігах чемпіонатів СРСР і України, кубків СРСР і України, а також перехідних іграх 1960, 1961 років (ці ігри проводили найгірші команди областей серед майстрів класу «Б» з чемпіонами своїх областей при умові, що команда класу «Б» посідала місце не вище четвертого у своїй зоні). Голи за «Зірку-2» не враховані.
Невідомі автори голів у 3 перехідних іграх проти олександрійського «Шахтаря» (2:1, 3:0, 3:1) і 2 іграх Кубка СРСР («Сільмаш» — «Знання» 2:1 (1938), «Труд» Вр — «Зірка» 2:1 (1967))
Команду очолювали відомі спеціалісти: Юрій Горожанкін, Євген Горянський, Олександр Гулевський, Віктор Жилін, Олександр Іщенко, Олексій Расторгуєв, Геннадій Рудинський, Микола Федоренко.

## Статистика виступів

### Професіональний рівень

#### Чемпіонати СРСР
| Рік    | Клас, ліга, група, зона            | І    | В   | Н   | П   | РМ        | О    | Місце    |
| ------ | ---------------------------------- | ---- | --- | --- | --- | --------- | ---- | -------- |
| 1958   | Клас Б, 1 зона                     | 30   | 7   | 5   | 18  | 35−53     | 19   | 13 із 16 |
| 1959   | Клас Б, 2 зона                     | 28   | 11  | 10  | 7   | 42−21     | 32   | 6 із 15  |
| 1960   | Клас Б, 1 зона УРСР                | 32   | 16  | 9   | 7   | 64−37     | 41   | 5 із 17  |
| 1960   | Клас Б, УРСР, перехідні ігри       | 2    | 1   | 1   | 0   | 3−2       | 3    | 1 із 2   |
| 1961   | Клас Б, 1 зона УРСР                | 34   | 18  | 7   | 9   | 71−39     | 43   | 3 із 18  |
| 1961   | Клас Б, УРСР, стикові матчі        | 2    | 1   | 1   | 0   | 2−1       | 3    | 5 із 37  |
| 1961   | Клас Б, УРСР, перехідні ігри       | 2    | 2   | 0   | 0   | 6−1       | 4    | 1 із 2   |
| 1962   | Клас Б, 2 зона УРСР                | 24   | 11  | 5   | 8   | 32−27     | 27   | 7 із 13  |
| 1962   | Клас Б, УРСР, матчі за 18−28 місця | 10   | 3   | 4   | 3   | 11−7      | 10   | 23 із 39 |
| 1963   | Клас Б, 1 зона УРСР                | 38   | 23  | 6   | 9   | 72−26     | 52   | 3 із 20  |
| 1963   | Клас Б, УРСР, стикові матчі        | 2    | 0   | 1   | 1   | 1−3       | 1    | 6 із 40  |
| 1964   | Клас Б, 2 зона УРСР                | 30   | 16  | 6   | 8   | 47−31     | 38   | 3 із 16  |
| 1964   | Клас Б, УРСР, матчі за 7−12 місця  | 8    | 2   | 2   | 4   | 8−12      | 6    | 12 із 41 |
| 1965   | Клас Б, 2 зона УРСР                | 30   | 12  | 15  | 3   | 31−22     | 39   | 3 із 16  |
| 1965   | Клас Б, УРСР, матчі за 7−12 місця  | 8    | 4   | 3   | 1   | 9−7       | 11   | 7 із 45  |
| 1966   | Клас А, 2 група, 2 підгрупа        | 34   | 5   | 15  | 14  | 18−37     | 25   | 18 із 18 |
| 1967   | Клас А, 2 група, 2 підгрупа        | 38   | 17  | 7   | 14  | 50−40     | 41   | 8 із 20  |
| 1968   | Клас А, 2 група, 2 підгрупа        | 40   | 19  | 15  | 6   | 52−39     | 53   | 4 із 21  |
| 1969   | Клас А, 2 група, 3 підгрупа        | 42   | 20  | 11  | 11  | 43−30     | 51   | 5 із 22  |
| 1970   | Клас А, 2 група, перша зона        | 42   | 19  | 9   | 14  | 48−42     | 47   | 7 із 22  |
| 1971   | Друга ліга, 1 зона                 | 50   | 21  | 17  | 12  | 52−33     | 59   | 6 із 26  |
| 1972   | Друга ліга, 1 зона                 | 46   | 13  | 18  | 15  | 40−51     | 44   | 14 із 24 |
| 1973   | Друга ліга, 1 зона                 | 44   | 16  | 10  | 18  | 63−57     | 36   | 12 із 23 |
| 1974   | Друга ліга, 6 зона                 | 38   | 11  | 9   | 18  | 34−46     | 31   | 17 із 20 |
| 1975   | Друга ліга, 6 зона                 | 32   | 13  | 10  | 9   | 37−22     | 36   | 5 із 17  |
| 1976   | Друга ліга, 6 зона                 | 38   | 18  | 6   | 14  | 42−34     | 42   | 7 із 20  |
| 1977   | Друга ліга, 2 зона                 | 44   | 21  | 15  | 8   | 52−27     | 57   | 5 із 23  |
| 1978   | Друга ліга, 2 зона                 | 44   | 17  | 15  | 12  | 42−33     | 49   | 7 із 23  |
| 1979   | Друга ліга, 2 зона                 | 46   | 20  | 10  | 16  | 44−40     | 50   | 9 із 24  |
| 1980   | Друга ліга, 5 зона                 | 44   | 20  | 13  | 11  | 52−44     | 53   | 6 із 23  |
| 1981   | Друга ліга, 5 зона                 | 44   | 10  | 19  | 15  | 36−36     | 39   | 17 із 23 |
| 1982   | Друга ліга, 6 зона                 | 46   | 17  | 5   | 24  | 43−63     | 39   | 15 із 24 |
| 1983   | Друга ліга, 6 зона                 | 50   | 15  | 14  | 21  | 48−56     | 44   | 17 із 26 |
| 1984   | Друга ліга, 6 зона, 2 група        | 24   | 8   | 7   | 9   | 31−29     | 23   | 8 із 13  |
| 1984   | Матчі за 13−26 місця               | 14   | 5   | 4   | 5   | 23−20     | 14   | 18 із 26 |
| 1985   | Друга ліга, 6 зона, 2 група        | 26   | 12  | 7   | 7   | 35−27     | 31   | 2 із 14  |
| 1985   | Матчі за 1−14 місця                | 14   | 5   | 1   | 8   | 21−33     | 11   | 10 із 28 |
| 1986   | Друга ліга, 6 зона, 2 група        | 26   | 9   | 4   | 13  | 28−51     | 22   | 10 із 14 |
| 1986   | Матчі за 15−28 місця               | 14   | 7   | 1   | 6   | 20−28     | 15   | 21 із 28 |
| 1987   | Друга ліга, 6 зона                 | 52   | 13  | 13  | 26  | 44−77     | 39   | 23 із 27 |
| 1988   | Друга ліга, 6 зона                 | 50   | 13  | 15  | 22  | 39−60     | 41   | 23 із 26 |
| 1989   | Друга ліга, 6 зона                 | 52   | 16  | 17  | 19  | 44−52     | 49   | 14 із 27 |
| 1990   | Друга (нижча) ліга, 1 зона         | 36   | 7   | 7   | 22  | 32−61     | 21   | 19 із 19 |
| 1991   | Друга (нижча) ліга, 1 зона         | 50   | 12  | 13  | 25  | 55−90     | 37   | 25 із 26 |
| Усього | 34 чемпіонати                      | 1400 | 526 | 382 | 492 | 1602−1547 | 1428 |          |

Статистика виступів у лігах:
| Ліга                | У  | І    | В   | Н   | П   | РМ        | О    |
| ------------------- | -- | ---- | --- | --- | --- | --------- | ---- |
| Клас Б              | 8  | 276  | 124 | 74  | 78  | 425−286   | 322  |
| Друга група класу А | 5  | 196  | 80  | 57  | 59  | 211−187   | 217  |
| Друга ліга          | 21 | 924  | 319 | 250 | 355 | 957−1070  | 882  |
| Перехідні ігри      | 2  | 4    | 3   | 1   | 0   | 9−3       | 7    |
| Усього              | 34 | 1400 | 526 | 382 | 492 | 1602−1547 | 1428 |

Найбільші перемоги: 8:1 («Спартак» Станіслав, 11 липня 1961 року, Кіровоград); 7:0 («Суднобудівник» Миколаїв, 8 вересня 1963 року, Кіровоград)
Найбільша поразка: 2:9 («Кристал» Херсон, 5 вересня 1986 року, Херсон)
Найрезультативніший матч: «Кристал» Х — «Зірка» — 9:2 (5 вересня 1986 року, Херсон)

#### Кубки СРСР
| Рік       | Етап         | І  | В  | Н | П  | РМ    | О  |
| --------- | ------------ | -- | -- | - | -- | ----- | -- |
| 1938      | 1/128 фіналу | 2  | 1  | 0 | 1  | 2−3   | 2  |
| 1953      | 1/128 фіналу | 1  | 0  | 0 | 1  | 1−2   | 0  |
| 1958      | 1/64 фіналу  | 3  | 2  | 0 | 1  | 6−2   | 4  |
| 1959/1960 | 1/64 фіналу  | 1  | 0  | 0 | 1  | 0−0   | 0  |
| 1961      | 1/64 фіналу  | 2  | 1  | 0 | 1  | 4−4   | 2  |
| 1962      | 1/256 фіналу | 2  | 1  | 0 | 1  | 5−4   | 2  |
| 1963      | 1/512 фіналу | 1  | 0  | 0 | 1  | 0−1   | 0  |
| 1964      | 1/128 фіналу | 4  | 3  | 0 | 1  | 8−5   | 6  |
| 1965      | 1/128 фіналу | 3  | 2  | 0 | 1  | 2−3   | 4  |
| 1965/1966 | 1/128 фіналу | 1  | 0  | 0 | 1  | 1−2   | 0  |
| 1966/1967 | 1/32 фіналу  | 3  | 2  | 0 | 1  | 3−3   | 4  |
| 1967/1968 | 1/128 фіналу | 1  | 0  | 0 | 1  | 0−3   | 0  |
| 1969      | 1/128 фіналу | 1  | 0  | 0 | 1  | 0−2   | 0  |
| 1970      | 1/128 фіналу | 1  | 0  | 0 | 1  | 0−1   | 0  |
| Усього    | 14 турнірів  | 26 | 12 | 0 | 14 | 32−35 | 24 |

Найбільша перемога: 4:0 («Торпедо» Горький, 3 липня 1958 року, Кіровоград)
Найбільша поразка: 0:3 («Кубань», 4 квітня 1968 року, Краснодар)
Найрезультативніші матчі:
- «Зірка» — «Чорноморець» О — 2:3 (21 червня 1961 року, Кіровоград);
- «Динамо» Крв — «Трубник» Н — 4:1 (6 травня 1962 року, Кіровоград);
- «Зірка» — «Авангард» Чрв — 4:1 (29 квітня 1964 року, Кіровоград)

#### Чемпіонати України
| Рік          | Ліга, зона, група                            | I                                            | В                                            | Н                                            | П                                            | РМ                                           | О                                            | Місце                                        |
| ------------ | -------------------------------------------- | -------------------------------------------- | -------------------------------------------- | -------------------------------------------- | -------------------------------------------- | -------------------------------------------- | -------------------------------------------- | -------------------------------------------- |
| 1992 (весна) | Перехідна ліга, 2 підгрупа                   | 16                                           | 8                                            | 3                                            | 5                                            | 35−24                                        | 19                                           | 4 із 9                                       |
| 1992/1993    | Друга ліга                                   | 34                                           | 16                                           | 9                                            | 9                                            | 50−33                                        | 41                                           | 4 із 18                                      |
| 1993/1994    | Друга ліга                                   | 42                                           | 25                                           | 7                                            | 10                                           | 60−41                                        | 57                                           | 3 із 22                                      |
| 1994/1995    | Перша ліга                                   | 42                                           | 27                                           | 10                                           | 5                                            | 68−26                                        | 91                                           | 1 із 22                                      |
| 1995/1996    | Вища ліга                                    | 34                                           | 14                                           | 8                                            | 12                                           | 37−33                                        | 50                                           | 6 із 18                                      |
| 1996/1997    | Вища ліга                                    | 30                                           | 11                                           | 3                                            | 16                                           | 31−55                                        | 36                                           | 10 із 16                                     |
| 1997/1998    | Вища ліга                                    | 30                                           | 9                                            | 6                                            | 15                                           | 27−48                                        | 33                                           | 11 із 16                                     |
| 1998/1999    | Вища ліга                                    | 30                                           | 9                                            | 7                                            | 14                                           | 31−40                                        | 34                                           | 11 із 16                                     |
| 1999/2000    | Вища ліга                                    | 30                                           | 0                                            | 9                                            | 21                                           | 16−66                                        | 9                                            | 16 із 16                                     |
| 2000/2001    | Перша ліга                                   | 34                                           | 10                                           | 10                                           | 14                                           | 27−34                                        | 40                                           | 15 із 18                                     |
| 2001/2002    | Перша ліга                                   | 34                                           | 11                                           | 13                                           | 10                                           | 29−28                                        | 46                                           | 9 із 18                                      |
| 2002/2003    | Перша ліга                                   | 34                                           | 22                                           | 5                                            | 7                                            | 45−22                                        | 71                                           | 1 із 18                                      |
| 2003/2004    | Вища ліга                                    | 30                                           | 3                                            | 8                                            | 19                                           | 16−43                                        | 14                                           | 16 із 16                                     |
| 2004/2005    | Друга ліга, група Б                          | 26                                           | 7                                            | 6                                            | 13                                           | 29−38                                        | 27                                           | 12 із 14                                     |
| 2005/2006    | Друга ліга, група Б                          | 28                                           | 11                                           | 4                                            | 13                                           | 23−37                                        | 37                                           | 9 із 15                                      |
| 2006/2007    | команда брала участь в аматорських змаганнях | команда брала участь в аматорських змаганнях | команда брала участь в аматорських змаганнях | команда брала участь в аматорських змаганнях | команда брала участь в аматорських змаганнях | команда брала участь в аматорських змаганнях | команда брала участь в аматорських змаганнях | команда брала участь в аматорських змаганнях |
| 2007/2008    | команда брала участь в аматорських змаганнях | команда брала участь в аматорських змаганнях | команда брала участь в аматорських змаганнях | команда брала участь в аматорських змаганнях | команда брала участь в аматорських змаганнях | команда брала участь в аматорських змаганнях | команда брала участь в аматорських змаганнях | команда брала участь в аматорських змаганнях |
| 2008/2009    | Друга ліга, група Б                          | 34                                           | 23                                           | 3                                            | 8                                            | 58−26                                        | 72                                           | 1 із 18                                      |
| 2009/2010    | Перша ліга                                   | 34                                           | 11                                           | 13                                           | 10                                           | 38−40                                        | 43                                           | 12 із 18                                     |
| 2010/2011    | Перша ліга                                   | 34                                           | 12                                           | 7                                            | 15                                           | 43−44                                        | 43                                           | 12 із 18                                     |
| 2011/2012    | Перша ліга                                   | 34                                           | 13                                           | 5                                            | 16                                           | 53−49                                        | 44                                           | 11 із 18                                     |
| 2012/2013    | Перша ліга                                   | 34                                           | 14                                           | 10                                           | 10                                           | 46−37                                        | 52                                           | 8 із 18                                      |
| 2013/2014    | Перша ліга                                   | 30                                           | 12                                           | 8                                            | 10                                           | 36−34                                        | 44                                           | 6 із 16                                      |
| 2014/2015    | Перша ліга                                   | 30                                           | 14                                           | 7                                            | 9                                            | 42−27                                        | 49                                           | 4 із 16                                      |
| 2015/2016    | Перша ліга                                   | 30                                           | 20                                           | 5                                            | 5                                            | 49−22                                        | 65                                           | 1 із 16                                      |
| 2016/2017    | Прем'єр-ліга                                 | 32                                           | 9                                            | 7                                            | 16                                           | 29−43                                        | 34                                           | 9 із 12                                      |
| 2017/2018    | Прем'єр-ліга                                 | 32                                           | 7                                            | 10                                           | 15                                           | 22−40                                        | 31                                           | 10 із 12                                     |
| 2018/2019    | Перша ліга                                   | 28                                           | 1                                            | 1                                            | 26                                           | 10−49                                        | 4                                            | 15 із 15                                     |
| Усього       | 26 чемпіонатів                               | 826                                          | 319                                          | 184                                          | 323                                          | 950−979                                      |                                              |                                              |

Статистика виступів у лігах:
| Ліга           | У  | І   | В   | Н   | П   | РМ      | О    |
| -------------- | -- | --- | --- | --- | --- | ------- | ---- |
| Вища (Прем'єр) | 8  | 248 | 62  | 58  | 128 | 209−368 | 241  |
| Перша          | 12 | 398 | 167 | 94  | 137 | 486−412 | 592  |
| Друга          | 5  | 164 | 82  | 29  | 53  | 220−175 | 234  |
| Перехідна      | 1  | 16  | 8   | 3   | 5   | 35−24   | 19   |
| Усього         | 26 | 826 | 319 | 184 | 323 | 950−979 | 1086 |

Найбільша перемога:
- 6:0 (ФК «Тернопіль», 26 серпня 2015 року, Кіровоград)

Найбільші поразки:
- 1:7 («Прикарпаття», 9 вересня 2018 року, Івано-Франківськ)

Найрезультативніший матч: «Кривбас» — «Зірка НІБАС» — 5:4 (31 травня 1996 року, Кривий Ріг)

#### Кубки України
У Кубку України клуб провів 25 сезонів, зігравши 52 гри, в яких здобув 17 перемог, 13 нічиїх і 22 поразки, різниця м'ячів 66−63. «Зірка» двічі виходила до півфіналу Кубка.
За радянських часів «Зірка» тричі вигравала Кубок УРСР (у 1953, 1973 і 1975 роках)
| Рік       | Етап (найвищий) | I  | В  | Н  | П  | РМ    | О  |
| --------- | --------------- | -- | -- | -- | -- | ----- | -- |
| 1992/1993 | 1/32 фіналу     | 2  | 1  | 1  | 0  | 3−0   | 3  |
| 1993/1994 | 1/32 фіналу     | 2  | 1  | 0  | 1  | 4−2   | 2  |
| 1994/1995 | 1/32 фіналу     | 2  | 1  | 0  | 1  | 4−1   | 2  |
| 1995/1996 | 1/8 фіналу      | 4  | 3  | 0  | 1  | 5−4   | 6  |
| 1996/1997 | 1/8 фіналу      | 2  | 0  | 1  | 1  | 1−2   | 1  |
| 1997/1998 | 1/16 фіналу     | 2  | 0  | 2  | 0  | 3−3   | 2  |
| 1998/1999 | Півфінал        | 8  | 4  | 1  | 3  | 12−9  | 9  |
| 1999/2000 | Півфінал        | 4  | 1  | 2  | 1  | 4−3   | 4  |
| 2000/2001 | 1/16 фіналу     | 1  | 0  | 0  | 1  | 1−2   | 0  |
| 2001/2002 | Четвертий етап  | 2  | 0  | 1  | 1  | 1−1   | 1  |
| 2002/2003 | 1/16 фіналу     | 2  | 1  | 0  | 1  | 3−3   | 2  |
| 2003/2004 | 1/32 фіналу     | 1  | 0  | 0  | 1  | 0−1   | 0  |
| 2004/2005 | 1/32 фіналу     | 1  | 0  | 0  | 1  | 1−4   | 0  |
| 2005/2006 | 1/32 фіналу     | 1  | 0  | 0  | 1  | 0−2   | 0  |
| 2008/2009 | 1/16 фіналу     | 3  | 2  | 0  | 1  | 5−1   | 4  |
| 2009/2010 | 2-ий попередній | 1  | 0  | 0  | 1  | 0−1   | 0  |
| 2010/2011 | 2-ий попередній | 1  | 0  | 0  | 1  | 3−4   | 0  |
| 2011/2012 | 1/16 фіналу     | 2  | 1  | 1  | 0  | 4−2   | 3  |
| 2012/2013 | 2-ий попередній | 1  | 0  | 1  | 0  | 1−1   | 1  |
| 2013/2014 | 1/16 фіналу     | 2  | 1  | 0  | 1  | 3−3   | 2  |
| 2014/2015 | 1/16 фіналу     | 1  | 0  | 0  | 1  | 1−3   | 0  |
| 2015/2016 | 1/8 фіналу      | 3  | 0  | 2  | 1  | 2−4   | 2  |
| 2016/2017 | 1/16 фіналу     | 1  | 0  | 0  | 1  | 0−1   | 0  |
| 2017/2018 | 1/16 фіналу     | 1  | 0  | 0  | 1  | 2−3   | 0  |
| 2018/2019 | 1/16 фіналу     | 2  | 1  | 1  | 0  | 3−2   | 3  |
| Усього    | 25 турнірів     | 52 | 17 | 13 | 22 | 66−63 | 47 |

Найбільші перемоги:
- 4:0 («Локомотив» З, 1 вересня 1994 року, Знам'янка)
- 4:0 («Олімпік» Д, 4 серпня 2008 року, Донецьк)
- 5:1 («Кремінь», 11 жовтня 1998 року, Кіровоград)

Найбільша поразка: 1:5 («Динамо» К, 28 квітня 1999 року, Олександрія)
Найрезультативніший матч: «Фенікс-Іллічовець» — «Зірка» — 4:3 (18 серпня 2010 року, с. Калініне)

### Аматорський рівень

#### Чемпіонати УРСР
| Рік  | Група, зона                       | І  | В  | Н | П | РМ    | О  | Місце  |
| ---- | --------------------------------- | -- | -- | - | - | ----- | -- | ------ |
| 1938 | 3 група, 3 зона, підгрупа А       | 2  | 0  | 0 | 2 | 1−5   | 0  | 3 з 3  |
| 1939 | 3 група                           | 4  | 1  | 0 | 3 | 4−10  | 6  | 5 з 5  |
| 1940 | 3 група                           | 3  | 0  | 0 | 3 | 1−9   | 0  | 4 з 4  |
| 1947 | Зональний турнір, 3 зона          | 4  | 2  | 1 | 1 | 4−4   | 5  | 3 з 5  |
| 1948 | Зональний турнір, 7 зона          | 7  | 5  | 0 | 2 | 10−3  | 10 | 3 з 8  |
| 1949 | Зональний турнір, 7 зона          | 9  | 7  | 1 | 1 | 27−8  | 15 | 1 з 10 |
| 1949 | Півфінал, група 1                 | 3  | 2  | 1 | 0 | 5−3   | 5  | 3 з 5  |
| 1950 | 1 група, зональний турнір, 1 зона | 18 | 11 | 3 | 4 | 29−20 | 25 | 2 з 10 |
| 1951 | 1 група, зональний турнір, 4 зона | 18 | 5  | 6 | 7 | 29−27 | 16 | 6 з 10 |
| 1952 | 1 група, зональний турнір, 1 зона | 22 | 14 | 8 | 0 | 53−15 | 36 | 1 з 12 |
| 1952 | 1 група, фінальний турнір         | 7  | 2  | 1 | 4 | 8−14  | 5  | 5 з 8  |
| 1953 | Зональний турнір, 3 зона          | 10 | 4  | 1 | 5 | 17−20 | 9  | 4 з 6  |
| 1954 | Зональний турнір, 3 зона          | 10 | 4  | 4 | 2 | 21−14 | 12 | 3 з 6  |
| 1955 | Зональний турнір, 2 зона          | 14 | 10 | 3 | 1 | 42−13 | 23 | 1 з 8  |
| 1955 | Фінальний турнір                  | 7  | 3  | 2 | 2 | 11−8  | 8  | 3 з 8  |
| 1956 | Зональний турнір, 5 зона          | 14 | 10 | 2 | 2 | 41−19 | 22 | 2 з 8  |
| 1957 | Зональний турнір, 2 зона          | 10 | 5  | 3 | 2 | 15−11 | 13 | 3 з 6  |

#### Чемпіонат України серед аматорських команд
У чемпіонаті серед аматорів 2007 року «Зірка» на першому етапі посіла друге місце у своїй групі, що давало їй право виступати на другому етапі чемпіонату. Від участі в фінальному етапі команда відмовилася.
Після зняття команди з чемпіонату серед команд першої ліги в сезоні 2018/2019, «Зірка» на наступний сезон заявилася в чемпіонат серед аматорських команд.
| Сезон     | Етап, група            | І  | В | Н | П  | РМ    | О  | Місце    |
| --------- | ---------------------- | -- | - | - | -- | ----- | -- | -------- |
| 2007      | Груповий етап, група 3 | 8  | 4 | 1 | 3  | 12−12 | 13 | 2 із 5   |
| 2019/2020 | Груповий етап, група 3 | 18 | 9 | 3 | 6  | 30−19 | 30 | 6 із 10  |
| 2020/2021 | Груповий етап, група 3 | 22 | 0 | 0 | 22 | 9−86  | 0  | 12 із 12 |
| 2021/2022 | Груповий етап, група 3 | 8  | 2 | 4 | 2  | 11−13 | 10 | 5 із 9   |
| 2022/2023 | Груповий етап, група 2 | 14 | 2 | 2 | 10 | 15−36 | 8  | 8 із 8   |
| 2023/2024 | Груповий етап, група 2 | 16 | 7 | 1 | 8  | 25−34 | 22 | 6 із 9   |
| 2024/2025 | Груповий етап, група 2 | 18 | 2 | 1 | 15 | 10−56 | 7  | 10 із 10 |

## «Зірка-2»
Кілька років у другій лізі чемпіонату виступав фарм-клуб «Зірки» — «Зірка-2» (до 1997 року — «Зірка НІБАС-2»)
Виступи в чемпіонатах України:
| Рік       | Ліга, зона, група | I  | В  | Н  | П  | РМ     | О  | Місце    |
| --------- | ----------------- | -- | -- | -- | -- | ------ | -- | -------- |
| 1997/1998 | Друга, група Б    | 32 | 7  | 8  | 17 | 32−47  | 29 | 16 із 17 |
| 1998      | Перехідні ігри    | 1  | 1  | 0  | 0  | 0−0    | 3  | 1 із 2   |
| 1998/1999 | Друга, група Б    | 26 | 8  | 4  | 14 | 14−38  | 28 | 11 із 14 |
| 1999/2000 | Друга, група Б    | 26 | 8  | 8  | 10 | 23−36  | 32 | 9 із 14  |
| Усього    | 3 чемпіонати      | 85 | 24 | 20 | 41 | 58−121 | 92 |          |

У 1998 році «Зірка-2» брала участь у перехідних матчах за право грати у другій лізі: «Зірка-2» — «Харчовик» (Попівка) +:− («Харчовик» відмовився)
У сезоні 1997/1998 команда брала участь у Кубку України, де провела 4 гри, вибувши в 1/64 фіналу.
Команда також брала участь у Кубку другої ліги 1999/2000, де зіграла одну гру, програвши южноукраїнській «Олімпії ФК АЕС» 0:1.

## Цікаві факти
- «Зірка» двічі поспіль виходила до півфіналу Кубка України (1999, 2000)
- «Зірка» тричі вигравала Кубок УРСР (1953, 1973, 1975)
- «Зірка» — один із найстаріших клубів України. Він був заснований у жовтні 1911 року, на 7 років раніше «Дніпра», на 11 років раніше від «Динамо», на 25 — раніше від «Шахтаря». Раніше «Зірки» була заснована лише стрийська «Скала» (травень 1911).
- У сезоні 1994/1995 «Зірка», проводячи свій перший сезон у першій лізі, виграла турнір і здобула путівку до вищої ліги, причому команда лідирувала, починаючи з 4-го туру.
- У сезоні 1999/2000 клуб установив антирекорд чемпіонату — не виграв жодної гри.
- Кіровоградська «Зірка» — перша команда вищої ліги, з якої були зняті очки (в сезоні 2003/2004)
- 28 квітня 1999 року на 26-ій хвилині півфінального матчу Кубка України Андрій Шевченко забив у ворота «Зірки» свій сотий м'яч у кар'єрі[39].